# Zavratec, Sevnica
Zavratec je naselje v Občini Sevnica.